# Синмартін (комуна, Харгіта)
Синмартін (рум. Sânmartin) — комуна у повіті Харгіта в Румунії. До складу комуни входять такі села (дані про населення за 2002 рік):
- Валя-Узулуй (8 осіб)
- Синмартін (1220 осіб) — адміністративний центр комуни
- Чукань (1120 осіб)

Комуна розташована на відстані 203 км на північ від Бухареста, 14 км на південний схід від М'єркуря-Чука, 72 км на північ від Брашова.

## Населення
За даними перепису населення 2002 року у комуні проживали 4334 особи.
Національний склад населення комуни:
| Національність | Кількість осіб | Відсоток |
| -------------- | -------------- | -------- |
| угорці         | 4204           | 97,0%    |
| цигани         | 83             | 1,9%     |
| румуни         | 47             | 1,1%     |

Рідною мовою назвали:
| Мова      | Кількість осіб | Відсоток |
| --------- | -------------- | -------- |
| угорська  | 4287           | 98,9%    |
| румунська | 47             | 1,1%     |

Склад населення комуни за віросповіданням:
| Релігія                                       | Кількість осіб | Відсоток |
| --------------------------------------------- | -------------- | -------- |
| римо-католики                                 | 4184           | 96,5%    |
| реформати                                     | 65             | 1,5%     |
| православні                                   | 34             | 0,8%     |
| не релігійні                                  | 32             | 0,7%     |
| унітарії                                      | 10             | 0,2%     |
| греко-католики                                | 2              | < 0,1%   |
| п'ятдесятники                                 | 1              | < 0,1%   |
| лютерани (Синодально-пресвітеріанська церква) | 1              | < 0,1%   |

## Зовнішні посилання
- Дані про комуну Синмартін на сайті Ghidul Primăriilor